# Yaita

Yaita (矢板市 Yaita-shi?) este un municipiu din Japonia, prefectura Tochigi.